# Louis Baillon (hockeyer)
Louis Charles Baillon (Fox Bay, 5 augustus 1881 - Brixworth, 2 september 1965) was een Brits hockeyer. 
Baillon werd geboren op de Falklandeilanden waar zijn vader schaapherder was.
Met de Britse ploeg won Baillon de olympische gouden medaille in 1908 in eigen land.

## Resultaten
- 1908  Olympische Zomerspelen in Londen